# Sobrado dos Irmãos Breda
O Sobrado dos Irmãos Breda está localizado na esquina da Rua Agerson Dantas com a Rua do Livramento, no bairro do Centro de Maceió, AL.

## História
Construído no final do século XIX, o sobrado abrigou ilustres famílias alagoanas por várias décadas. Clubes recreativos e empresas comerciais também fizeram uso do estabelecimento.
O tombamento do prédio, à época localizado na Rua Senador Mendonça, nº 211, foi homologado pelo Conselho de Preservação do Patrimônio Histórico e Artístico do Estado de Alagoas em 15 de fevereiro de 1982, sob o Decreto nº 5.003, no Livro de Tombo dos Edifícios e Monumentos Isolados.

## Descrição
Conforme o decreto de tombamento o prédio possui, e devem ser preservadas, as seguintes características: cumeeira em duas águas, paralela à fachada principal, com duas águas furtadas ou mansardas voltadas para Rua Senador Mendonça e parte posterior; frontão triangular com cimalhas retas para Rua Agerson Dantas; janelas rasgadas com vergas em forma de arco ligeiramente abatidos; janelas com peitoral em alvenaria; balcão sacado com grade de ferro trabalhada; as esquadrias em madeira e vidro possuem venezianas e caixilhos retangulares com vidros coloridos; Bandeira formando rosácea com caixilhos em vidros também coloridos; e, vãos de portas do pavimento térreo com características de sua época de construção.